# Neafrapus cassini
El vencejo de Cassin o  rabitojo de Cassin (Neafrapus cassini), es una especie de ave apodiforme de la familia Apodidae.
Es una especie africana que habita exclusivamente en los bosques lluviosos tropicales de Angola, Camerún, República Centroafricana, República democrática del Congo, Costa de marfil, Guinea ecuatorial, Gabón, Ghana, Liberia, Nigeria, Sierra Leona y Uganda.

Se alimenta de termitas y hormigas voladoras, así como de una amplia variedad de insectos, que captura en vuelo, sobre todo sobre lagos y cursos de aguas tranquilas. Mide unos 14 cm de longitud y pesa alrededor de 40 gr. Tiene una cola cuadrada, de la que asoman por su parte posterior los cañones de las plumas rectrices. Sus alas son largas y estrechas.